# Georgi Stankov
Georgi Stankov (bug. Георги Станков) (Kornerovo, Bugarska, 10. kolovoza 1943.) je bivši bugarski boksač. Na Olimpijadi 1968. u Mexico Cityju osvojio je broncu u težinskoj kategoriji do 81 kg. Na sljedećoj Olimpijadi u Münchenu je ispao već u prvom kolu.

## Vanjske poveznice
- Sports-reference.com  Arhivirana inačica izvorne stranice od 1. ožujka 2012. (Wayback Machine)